# Ґжеґоже
Ґжеґоже (пол. Grzegorze, нім. Gregersdorf) — село в Польщі, у гміні Ожиш Піського повіту Вармінсько-Мазурського воєводства.
Населення — 261 особа (2011).

## Демографія
Демографічна структура станом на 31 березня 2011 року:
|          | Загалом | Допрацездатний вік | Працездатний вік | Постпрацездатний вік |
| -------- | ------- | ------------------ | ---------------- | -------------------- |
| Чоловіки | 140     | 27                 | 100              | 13                   |
| Жінки    | 121     | 30                 | 68               | 23                   |
| Разом    | 261     | 57                 | 168              | 36                   |